# Стара Ямка
Стара Ямка (пол. Stara Jamka, нім. Jamke) — село в Польщі, у гміні Корфантув Ниського повіту Опольського воєводства.
Населення — 237 осіб (2011).

## Демографія
Демографічна структура станом на 31 березня 2011 року:
|          | Загалом | Допрацездатний вік | Працездатний вік | Постпрацездатний вік |
| -------- | ------- | ------------------ | ---------------- | -------------------- |
| Чоловіки | 122     | 20                 | 90               | 12                   |
| Жінки    | 115     | 17                 | 84               | 14                   |
| Разом    | 237     | 37                 | 174              | 26                   |